# Gondysia
Gondysia é um gênero de traça pertencente à família Arctiidae.